# St. Martinus (Uedesheim)

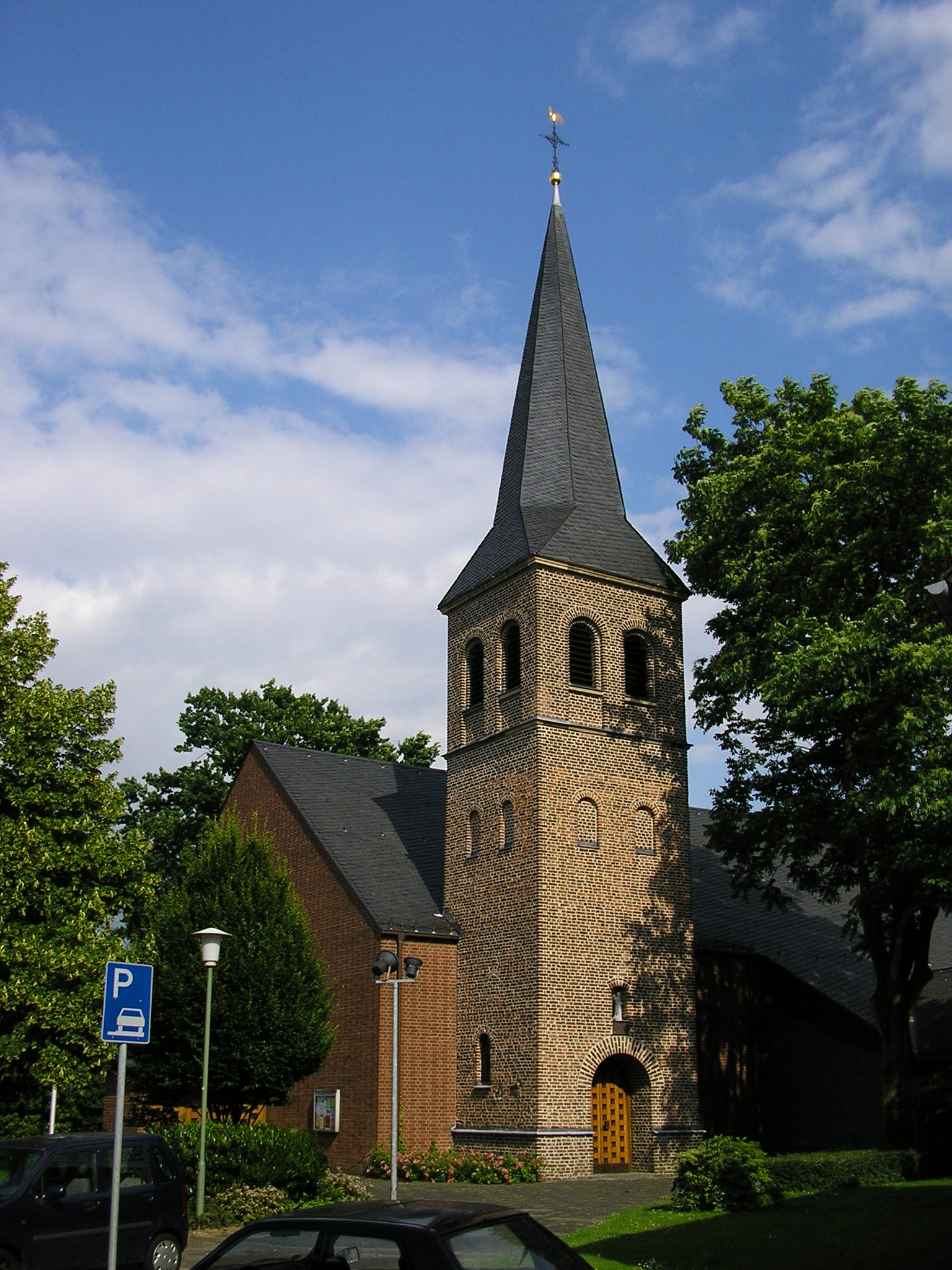
St. Martinus, der gotische Turm

St. Martinus ist die römisch-katholische Pfarrkirche von Uedesheim, einem Ortsteil von Neuss im Rhein-Kreis Neuss.

## Geschichte
Im liber valoris wurde St. Martinus noch als capella erwähnt, seit 1395 wurde das Gotteshaus als Pfarrkirche bezeichnet. Im Jahr 1453 fand eine Erneuerung der Kirche statt. Dieser Zeit gehört der noch erhaltene gotische Turm an. Er besteht aus drei Geschossen und wurde äußerlich ungegliedert aus Backstein errichtet. Die Turmhalle ist mit einem Gratgewölbe überspannt. Ein gotischer Spitzbogen öffnete sich zum Mittelschiff der alten Kirche.
Am 14. Dezember 1661 brannte die Kirche bis auf den Turm nieder, woraufhin ein Neubau notwendig wurde. Aus dieser Zeit stammt das oberste Geschoss und die Turmhaube. 1783 brannte die Kirche erneut aus und musste wiederhergestellt werden. Wegen des Anwachsens der Kirchengemeinde entschloss man sich 1959, die Kirche niederzulegen und einen größeren Neubau zu errichten. Die neue Kirche, die den alten Westturm einbezieht, wurde unter Aufgabe der traditionellen Ostung des alten Kirchenschiffs errichtet und nach Süden ausgerichtet. Die Kirchenfenster wurden 1960 von Günter Grote gestaltet.